# 北埃斯特雷拉 (聖保羅州)
22°29′18″S 51°39′38″W / 22.48833°S 51.66056°W
北埃斯特雷拉（葡萄牙語：Estrela do Norte），是巴西的城鎮，位於該國南部，由聖保羅州負責管轄，始建於1953年12月30日，面積263平方公里，海拔高度409米，2010年人口2,661，人口密度每平方公里10.11人。